# Rostya Gordon-Smith
Rostya Gordon-Smith (* 19. června 1949 Havlíčkův Brod) je česká podnikatelka.

## Život a působení
Narodila se do rodiny Rostislava Luska a Jiřiny Luskové, rozené Fidlerové jako Rostislava Lusková. V roce 1968 emigrovala bez peněz a bez znalosti jazyka do Anglie. Vystudovala na University of London a provdala se. Jejím manželem se stal stavební inženýr Simon Gordon–Smith (1948–2023). V roce 1977 spolu adoptovali novorozeného chlapce Davida. Později ještě porodila a vychovala syny Georga, Richarda a Henryho. Na mateřské dovolené byla 10 let. Kariéru zahájila až ve svých čtyřiceti letech. Přes dvacet let působí v oblasti řízení a rozvoje organizací, lidí a týmů nejen v Česku, ale i v Kanadě, Velké Británii, Japonsku, Brazílii, Estonsku, Rusku a v dalších zemích. Získala vzdělání ve Velké Británii, Kanadě a Austrálii.
Působila ve vrcholových pozicích velkých koncernů i mezinárodních podniků. V roce 2001 byla jmenována jednou z 50 vrcholových, světových HR manažerů, v roce 2006 byla zvolena mezi 20 nejvlivnějšími ženami v České republice. Je zakladatelkou konzultační společnosti People Impact a celonárodní soutěže pro nejlepší projekt v HR – „HREA“, HR Excellence Award.
Publikovala články v časopisech Computer World, HK East European Review, Beautiful British Columbia, Personal, HR Forum a Moje Psychologie. Spolu s Věrou Staňkovou je autorkou motivační knihy o důležitosti osobního rozvoje Úspěšně s kůží na trh (Insignis, 2010).
Je častou mluvčí na mezinárodních konferencích, přednáškách a seminářích. Její nejnovější projekt Minerva 21 oslovuje české ženy s heslem „Čeříme vodu“.
Je praktikující křesťankou a příslušnicí Církve Ježíše Krista posledních dnů.